# 斯塔尔蜇痛指数
斯塔尔蜇痛指数是一个针对蜂、黄蜂和蚂蚁的蛰咬所引起的疼痛感进行度量的疼痛指数。该指数由昆虫学家克里斯托福·斯塔尔所创造，用以衡量和比较膜翅目昆虫蛰咬人类时所感受到的疼痛与伤害。该指数大致分为四级，1為最轻微，4則最严重 。作为昆虫学研究者的克里斯托福·斯塔尔需要整天和各种昆虫打交道，因此也就经常被这些昆虫蛰咬。尽管大部分昆虫的蛰咬并不会引起巨大的不适，但有些昆虫给人带来的疼痛却是巨大的。斯塔尔在亲自经历了150种左右的昆虫蛰咬，并分别做了详细记录并給予分數，甚至最后还在《昆虫学科学杂志》上发表了一篇论文。

## 指数
| 指数 | 昆虫               | 描述                                         |
| ---- | ------------------ | -------------------------------------------- |
| 1.0  | 南方火蚁           | 像光脚走在粗糙的地摊上，踩到了一个石子儿；   |
| 2.0  | 蜜蜂               | 如同烧着的火柴头掉到衣服里；                 |
| 2.0  | 非洲化蜜蜂         |                                              |
| 2.0  | 大黄蜂             | 如同被烟头烫到了舌头；                       |
| 2.0  | 黄斑胡蜂、白脸胡蜂 | 脑袋像是被旋转门夹了一下；                   |
| 3.0  | 丝绒蚁             | 如同用电钻拔脚趾甲一样；                     |
| 3.0  | 长脚蜂             | 如一杯盐酸泼到伤口上；                       |
| 4.0  | 沙漠蛛蜂           | 如同泡浴缸时，吹风机掉到浴缸里的那种触电感； |
| 4.0  | 子弹蚁             | 如同赤腳踩到釘子上。                         |